# سیارک ۴۶۲۶
سیارک ۴۶۲۶ (به انگلیسی: 4626 Plisetskaya، نامگذاری:1984YU1) چهار هزار و ششصد و بیست و ششمین سیارک کشف شده‌است که در ۲۳ دسامبر ۱۹۸۴ کشف شد.
قدر مطلق سیارک برابر ۱۲٫۹۰ است.